# Mărțișor

Esempio di regalo Mărțișor

Mărțișor (pron. mərʦiʃor) è una tradizionale festa che celebra l'inizio della primavera corrispondente al 1º marzo. Si celebra in Romania, Moldavia, Bulgaria, Macedonia del Nord e in Grecia. Il nome deriva dal diminutivo di "Marzo" ed ha il significato di "piccolo" o "caro Marzo".
In genere si regalano piccoli amuleti (Mărțișor) alle fidanzate, mogli, figli, sorelle. Tali amuleti consistono in gioielli od oggetti decorati con cuori, fiori o animali avvolti in un nastro rosso che rappresenta la primavera che sta per avere inizio e bianco che rappresenta l'inverno appeno terminato.
Considerato un portafortuna è un simbolo d'amore e di buonaugurio.

## Storia
Le origini della festa del marțișor non sono note esattamente, ma la sua presenza sia nel popolo rumeno sia nel bulgaro (ove è nota come мартеница, Marteniza) è considerata come substrato comune daco-trace, anteriore alla romanizzazione per i primi e alla slavizzazione per i secondi, anche se leggende popolari danno altre origini, per esempio, per i Bulgari è legata alla fondazione del loro primo khanato sul Danubio, nell'anno 681.
La leggenda di Mărțișor (legendă Mărțișorului in rumeno) e il significato del 1º marzo rimandano ai tempi in cui la civiltà dei Daci onorava la rinascita della natura in un modo simile a quello di oggi.
Fin dai tempi antichi, al primo giorno di marzo sono stati attribuiti significati mistici sul benessere previsto per l'anno in corso. Martisor, un oggetto artigianale con un filo bianco e rosso, riveste il ruolo di un talismano protettivo che bilancia la lotta tra il bene e il male.
Nelle tradizioni rumene, c'è tutta una serie di leggende sul martisor e le ragioni della sua celebrazione. Una fra queste racconta di come Dochia (ricordato nel calendario bizantino come Martyr Evdokia), al pascolo con il suo gregge di pecore, abbia legato un picciolo di pera trovato per caso nel campo, il 1º marzo. Così, sarebbe diventato la prima persona nella storia a indossare un martisor all'inizio della primavera. Per questo motivo, in alcune regioni non si lavora il 1º marzo, in modo da non turbare Baba Dochia, che scaccerà l'inverno e il gelo.